# Markus Förderer
Pour les articles homonymes, voir Förderer.
Markus Förderer, né le 14 juillet 1983 à Baden-Baden (Allemagne), est un directeur de la photographie allemand.

## Biographie
Markus Förderer étudie à l'Université de télévision et de cinéma de Munich (Hochschule für Fernsehen und Film München). Il travaille comme caméraman depuis 2007. En 2012, il reçoit le prix de la caméra allemande pour le film Hell. En raison de sa performance dans le film, pour lequel il reçoit également des prix internationaux, il est sollicité à Hollywood et y travaille comme directeur de la photographie sur plusieurs films, dont Independence Day: Resurrection (2016). En 2020, il reçoit le Prix du film bavarois pour sa conception d'image sur La Colonie (Tides).
Markus Förderer est membre de la Federal Camera Association, depuis 2019 de l'American Society of Cinematographers et, depuis 2022, de la German Film Academy.

## Filmographie partielle

### Au cinéma
- 2011 : Hell
- 2012 : Puppe, Icke und der Dicke
- 2013 : Finsterworld
- 2014 : I Origins
- 2015 : Stonewall
- 2015 : I Remember (court métrage)
- 2016 : Independence Day : Resurgence
- 2018 : Megan (court métrage)
- 2021 : État d'esprit (Bliss) de Mike Cahill
- 2021 : Tides
- 2021 : Red Notice

### À la télévision
- 2018 : Nightflyers (série télévisée, 2 épisodes)

## Récompenses et distinctions
- (en) Markus Förderer: Awards, sur l'Internet Movie Database